# Michael Detlefsen
Michael Detlefsen (* 20. Oktober 1948 in Scottsbluff, Nebraska; † 21. Oktober 2019)  war ein US-amerikanischer Logiker, Mathematikhistoriker und Wissenschaftsphilosoph.
Detlefsen studierte am Wheaton College in Illinois mit dem Bachelor-Abschluss 1971 und wurde 1976 an der Johns Hopkins University promoviert. Er war danach Assistant und Associate Professor an der University of Minnesota in Duluth. Danach war er an der University of Notre Dame, zuerst ab 1983 als Visiting Associate Professor, ab 1984 als Associate Professor, ab 1989 als Professor und später als McMahon-Hank Professor für Philosophie. 
1981 bis 1982 war er Gastwissenschaftler und Gastprofessor an der Universität Split und er war 1987 bis 1988 und 1994 Gastprofessor an der Universität Konstanz und 2007 an der Universität Paris VII (Denis Diderot). 2007 bis 2011 hatte er eine Exzellenzprofessur der französischen Agence nationale de la recherche (ANR).
Detlefsen befasste sich mit Philosophie der Mathematik und Mathematikgeschichte, unter anderem mit den Ideen zur Grundlegung der Mathematik von David Hilbert, aber auch zu Bernhard Bolzano, Henri Poincaré, Gerhard Gentzen, Kurt Gödel, Moritz Pasch, Bertrand Russell, Luitzen Egbertus Jan Brouwer, Richard Dedekind, Gottlob Frege, Alonzo Church. 
Er war einer der Herausgeber des Notre Dame Journal of Formal Logic. Er war  Mitglied der Académie Internationale de Philosophie des Sciences und  Präsident der Philosophy of Mathematics Association (PMA).

## Schriften
- Hilbert’s Program. An Essay on Mathematical Instrumentalism (= Synthese Library. Band 182). Reidel, Dordrecht 1986, ISBN 90-277-2151-3.